# Beidha Bordj
Beidha Bordj è un comune dell'Algeria, situato nella provincia di Sétif.